# Andie MacDowell
Rosalie Anderson "Andie" MacDowell (n. 21 aprilie 1958, Gaffney⁠(d), Carolina de Sud, SUA) este o actriță și fotomodel american.

## Filmografie
| An   | Titlu                                             | Rol                                  | Note |
| ---- | ------------------------------------------------- | ------------------------------------ | --- |
| 1984 | Greystoke: The Legend of Tarzan, Lord of the Apes | Miss Jane Porter                     | |
| 1985 | St. Elmo's Fire                                   | Dale Biberman                        | |
| 1988 | The Secret of the Sahara                          | Anthea                               | Miniserial TV |
| 1989 | Sex, Lies, and Videotape                          | Ann Bishop Mullany                   | - Independent Spirit Award for Best Female Lead - Los Angeles Film Critics Association Award for Best Actress - Nominalizare —Chicago Film Critics Association Award for Best Actress - Nominalizare —Golden Globe Award for Best Actress – Motion Picture Drama - Nominalizare —National Society of Film Critics Award for Best Actress (3rd place) - Nominalizare —New York Film Critics Circle Award for Best Actress (3rd place) |
| 1990 | Green Card                                        | Brontë                               | Nominalizare —Golden Globe Award for Best Actress – Motion Picture Musical or Comedy |
| 1991 | Hudson Hawk                                       | Anna Baragli                         | |
| 1991 | The Object of Beauty                              | Tina                                 | |
| 1991 | Women & Men 2: In Love There Are No Rules         | Emily                                | Film TV |
| 1992 | The Player                                        | Rolul său                            | Cameo |
| 1993 | Short Cuts                                        | Ann Finnigan                         | - Golden Globe Special Ensemble Cast Award - Volpi Cup for Best Emsemble Cast - Nominalizare —Chicago Film Critics Association Award for Best Supporting Actress |
| 1993 | Groundhog Day                                     | Rita                                 | Saturn Award for Best Actress |
| 1993 | Deception                                         | Elizabeth 'Bessie' Faro / Ruby Cairo | aka Ruby Cairo |
| 1994 | Four Weddings and a Funeral                       | Carrie                               | - Nominalizare —David di Donatello Award for Best Foreign Actress - Nominalizare —Golden Globe Award for Best Actress – Motion Picture Musical or Comedy |
| 1994 | Bad Girls                                         | Eileen Spenser                       | |
| 1995 | Unstrung Heroes                                   | Selma Lidz                           | |
| 1996 | Michael                                           | Dorothy Winters                      | Goldene Kamera Award for Best International Actress |
| 1996 | Multiplicity                                      | Laura Kinney                         | |
| 1997 | The End of Violence                               | Page                                 | |
| 1997 | Muppets Tonight                                   | Rolul său                            | Invitată în sezonul 2, episodul 11 |
| 1998 | Shadrach                                          | Trixie                               | |
| 1999 | Just the Ticket                                   | Linda Palinski                       | plus producătoare |
| 1999 | Muppets from Space                                | Shelley Snipes                       | |
| 1999 | The Muse                                          | Laura Phillips                       | |
| 2000 | Harrison's Flowers                                | Sarah Lloyd                          | |
| 2001 | Town & Country                                    | Eugenie Claybourne                   | plus producătoare necreditată |
| 2001 | On the Edge                                       | Lisa                                 | segmentul: "Reaching Normal" |
| 2001 | Crush                                             | Kate Scales                          | |
| 2001 | Dinner with Friends                               | Karen                                | Film TV |
| 2002 | Jo                                                | Jo                                   | Film TV |
| 2002 | Ginostra                                          | Jessie                               | |
| 2003 | The Practice                                      | Grace Chapman                        | 1 episod |
| 2005 | The Last Sign                                     | Kathy MacFarlane                     | |
| 2005 | Beauty Shop                                       | Terri                                | |
| 2005 | Riding the Bus with My Sister                     | Rachel Simon                         | Film TV |
| 2005 | Tara Road                                         | Marilyn                              | |
| 2006 | Barnyard                                          | Etta the Hen                         | Voce |
| 2007 | Intervention                                      | Kelly                                | |
| 2008 | Inconceivable                                     | Lottie Louise Du Bose                | |
| 2009 | The Six Wives of Henry Lefay                      | Kate                                 | |
| 2008 | The Prince of Motor City                          | Gertrude Hamilton                    | Film TV |
| 2009 | The 5th Quarter                                   | Maryanne Abbate                      | |
| 2010 | As Good as Dead                                   | Helen Kalahan                        | |
| 2010 | Lone Star                                         | Alex                                 | 2 episoade nedifuzate |
| 2010 | Daydream Nation                                   | Enid Goldberg                        | |
| 2010 | At Risk                                           | Monique Lamont                       | Film TV |
| 2010 | The Front                                         | Monique Lamont                       | Film TV |
| 2011 | Monte Carlo                                       | Pamela Bennett-Kelly                 | |
| 2011 | Footloose                                         | Vi Moore                             | |
| 2012 | 30 Rock                                           | Claire Williams                      | 1 episod (Leap Day) |
| 2012 | Jane by Design                                    | Gray Chandler Murray                 | 18 episoade |
| 2013 | Cedar Cove                                        | Olivia Lockhart                      | Rolul principal |